# Печеніжин
Печені́жин — селище в Україні, центр Печеніжинської селищної територіальної громади Коломийського району Івано-Франківської області. Статус селища міського типу з 1940 року.

## Розташування
Знаходиться за 10 км від районного центру Коломия, за 45 км від обласного центру -Івано-Франківськ, в улоговині Передкарпатського прогину над річками Печенігою і Лючкою.

## Історія
На території містечка виявлено кам'яні знаряддя праці періоду неоліту, а також бронзові речі (плоску сокиру, ніж, рибальський гачок) доби бронзи.
Припускають що назва, нібито, походить від кочового союзу племен печенігів, яке заселяло пониззя Прута та степову частину України у 9-11 століттях.. 

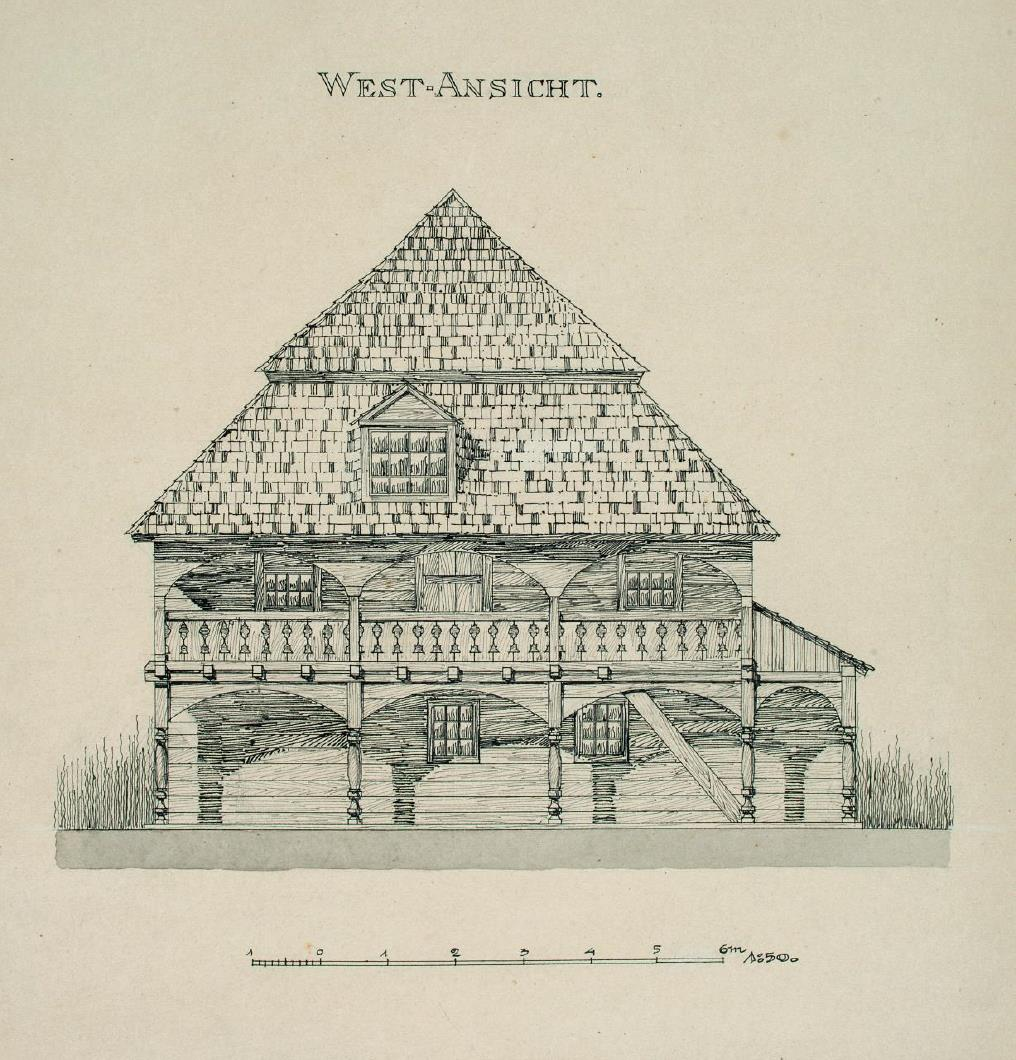
Синагога

За даними польського дослідника Евариста Анджея Куропатніцького, адміністративно Печеніжин відносився до Коломийського повіту Галицької землі Руського воєводства. У галицьких судових книгах Печеніжин згадується 1 липня 1443 року серед спадщини галицькому каштеляну Яна Коли і був великим поселенням, центром волості. У податковому реєстрі 1515 року документується 4 лани (близько 100 га) оброблюваної землі. 
Під час визвольної боротьби проти польсько-шляхетського панування повстанцями було здобуто Печеніжинський замок.
Після 1772 року Печеніжин входив до складу Королівства Галіції та Лодомерії, яке належало до володінь Габсбурґів (з 1804— Австрійська імперія, з 1867— Австро-Угорщина).Протягом  др. пол. ХІХ століття  тут працював Станіслав Щепановський За його сприяння: 
- 1883 —  споруджено нафтоперегінний завод
- 1886 - Печеніжин сполучено з Коломиєю паровим вантажним «трамваєм»
- збудовано нафтопровід Слобода Рунґурська — Печеніжин (діяв 1866- 1944)

У 1898 році утворений Печеніжинський повіт з центром у Печеніжині, який охоплював також 20 сіл і містечко Яблунів.  В другій половині XIX століття в містечку знаходився повітовий окружний суд для 27923 мешканців.
1 квітня 1929 року польська адміністрація ліквідувала Печеніжинський повіт (територію приєднана до Коломийського повіту).
З 1939 року містечко у складі УРСР, з 17 січня 1940 року — райцентр. У 1970 році в селі встановлений пам'ятний знак «Олекса Довбуш» (автори — скульптор Валентин Борисенко, архітектор Зиновій Соколовський).
23 липня 2015 року було утворено Печеніжинську сельську територіальну громаду, до складу якої входить 1 смт і 8 сіл. Очолив громаду Ігор  Довірак

## Населення

### Мова
Розподіл населення за рідною мовою за даними перепису 2001 року 
| Мова       | кількість |
| ---------- | --------- |
| українська | 5323      |
| російська  | 22        |
| молдавська | 2         |
| білоруська | 1         |
| польська   | 1         |

## Релігія
- церква Великомученика Димитрія (1871, ПЦУ, дерев'яна)
- церква Святого Архистратига Михаїла (УГКЦ)
- церква Воскресіння Христового (1775, УГКЦ, дерев'яна, втрачена)

## Відомі люди

### Народилися
- Грабовецький Володимир — український історик.
- Довбуш Олекса — найвідоміший із опришків.
- Козьменко Дмитро — священник УГКЦ, Провідник Чернівецького надрайонного проводу ОУН, лицар Бронзового хреста заслуги УПА.
- Лабунька Марія — провідниця жіночої мережі ОУН округи «Батурин» на Закерзонні, педагог, громадська діячка.
- Митлюк Микола (1910—1936) — діяч ОУН у Китаю
- Семенюк Іван — український різьбяр.
- Самокишин Роман Іванович )1885-1971 — повстанський отаман, полковник Армії УНР[11].

### Працювали
- д-р Маковський Василь — війт з 1933 року[12]
- Чишковський Теофіл — український живописець[13]

### Поховані
- Левицький Лев - український греко-католицький священник, громадський діяч.

### Дідичі
- Микола Василь Потоцький
- Йоахім Потоцький
- Теодор Потоцький.

## Сьогодення
В селі працює Печеніжинська спеціальна школа Івано-Франківської обласної ради.